# 哪吒大戰美猴王
《哪吒大戰美猴王》（Heavenly Legend），中国大陆版更名为《天庭外傳》，为陳志華執導的電影，于1997年上映。
其中哪吒战胜东海龙王三太子参考自《封神演义》，孙悟空和东海龙王拿定海神针、大闹天宫被压五行山下参考自《西游记》。

## 剧情
哪吒練武时遇上豬八戒，之後兩人結成朋友，兩人經常搗蛋，有一次他們在天庭上因為搗蛋而犯罪，過程中還結識了美猴王孫悟空及龍女。有一次，美猴王孫悟空誤將天書送給龍女的朋友柳惠惠，他的朋友原本是想當狀元的，但是因為練成了天書的魔功，竟然到皇宮殺死皇帝，還改朝換代。最後，天庭命令哪吒與他的朋友一起收服柳惠惠，結果最後成功了，哪吒也戴罪立功，但孙悟空却因为大闹天庭，被如来佛祖压在五指山下，需要等够五百年后有缘人的到来，才能重获自由。

## 演員表
- 林志穎—孫悟空
- 郝劭文—豬八戒
- 釋小龍—哪吒
- 詹小楠—龍女

## 版本差异
本片中国大陆版更名为《天庭外传》，对人物角色名称进行修改，比如孙悟空改名猴淘淘，猪八戒改名胖三，哪吒改名小豆儿，故事已经与《封神演义》和《西游记》无关。并对结局进行删改，原版电影结局为孙悟空被压在五行山下，中国大陆版结局改为猴淘淘与小豆儿进行比武对决，将《西游记》与《封神演义》等相关内容全部进行删减。

## 外部連結
- 豆瓣电影上《哪吒大戰美猴王》的資料 （简体中文）